# Camellia furfuracea
Camellia furfuracea là một loài thực vật có hoa trong họ Theaceae. Loài này được (Merr.) Cohen-Stuart mô tả khoa học đầu tiên năm 1919.